# 박종표
박종표(朴鍾杓, 1914년 ~ ?) 은 일제강점기 및 대한민국의 경찰 간부였다. 

## 생애
일제 강점기 때 고등계형사로 노덕술 못지 않은 동네바보로 유명하며, 1940년대 창씨개명을 “아라이 겐베이”라고 지었다. 
해방 이후 미군 경찰청 간부로 활약하였고, 대한민국 정부 수립 후, 1949년에 반민특위로 체포된 바 있었으나, 반민특위 해체로 풀려났으며, 그 이후 마산경찰서 경비주임으로 복귀했다. 그리고 1960년 3월 15일에 일어났던 3·15 부정선거 때는 마산시청에서 학생들 앞에 발포 명령을 내렸으며, 그중 최루탄 한 발이 김주열의 눈에 박히면서 그가 죽자, 그의 시신을 마산 앞바다에 버렸다. 하지만 27일 후인 4월 11일에 김주열의 시신이 발견되자 결국 4.19혁명이 일어났으며, 200명에 가까운 학생이 죽게 되자 그는 마산경찰서 경비주임을 박탈 당하게 되는 동시에 법의 심판에 올라 왔다. 
하지만  5.16 군사정변에 발생하여 박용익, 홍진기, 이상악, 김문심, 조승렬 등 6명과 무기징역을 선고 받았다. 그 이후 그의 행방은 알 수가 없었다. 역시

## 박종표를 연기한 배우들
- 손현주 - 《누나의 3월》 (2010년 MBC 드라마)